# Pailón
Pailón ist eine Kleinstadt im Departamento Santa Cruz im Tiefland des südamerikanischen Anden-Staates Bolivien.

## Lage im Nahraum
Pailón ist zentraler Ort des Municipio Pailón in der Provinz Chiquitos und liegt auf einer Höhe von 291 m. Westlich von Pailón fließt der Río Grande, jenseits des Río Grande liegt die Millionenstadt Santa Cruz de la Sierra.

## Geographie
Pailón liegt im bolivianischen Tiefland zwischen den Schwemmlandebenen des Río Piraí und des Río Grande im Westen und den Chiquitos-Hügelländern im Osten. Das Klima ist semihumid, die Temperaturen schwanken im Tagesverlauf und im Jahresverlauf nur unwesentlich.
Die Jahresdurchschnittstemperatur liegt bei 24 bis 25 °C, mit monatlichen Durchschnittstemperaturen zwischen knapp 27 °C im Dezember und Januar und unter 21 °C im Juni und Juli (siehe Klimadiagramm Pailón). Der Jahresniederschlag beträgt rund 950 mm, der Trockenzeit von Juli bis September steht eine ausgeprägte Feuchtezeit von November bis Februar gegenüber, in der die Monatswerte bis 140 mm erreichen.

## Verkehrsnetz
Pailón liegt in einer Entfernung von 61 Straßenkilometern östlich von Santa Cruz, der Hauptstadt des Departamentos.
Von Santa Cruz aus führt die asphaltierte Nationalstraße Ruta 4/Ruta 9 in östlicher Richtung über Cotoca nach Puerto Pailas, überquert den Río Grande auf der neuen Brücke Puente Pailas und teilt sich 14 Kilometer später in Pailón. Von hier aus führt die Ruta 4 über 587 Kilometer bis Puerto Suárez an der brasilianischen Grenze, die Ruta 9 führt 1175 Kilometer nach Norden bis Guayaramerín.

## Bevölkerung
Die Einwohnerzahl des Ortes ist in den vergangenen beiden Jahrzehnten auf mehr als das Vierfache angestiegen:
| Jahr | Einwohner | Quelle       |
| ---- | --------- | ------------ |
| 1992 | 3 741     | Volkszählung |
| 2001 | 7 126     | Volkszählung |
| 2012 | 9 850     | Volkszählung |
| 2024 |           | Volkszählung |